# Juntos pelo Povo
Juntos pelo Povo (JPP) é um partido político português, o 21.º da Terceira República Portuguesa,  e o único com origem na Região Autónoma da Madeira. Os seus princípios fundadores são Unidade, Transparência e Resistência. Está legalizado pelo Tribunal Constitucional desde 2015.

## História
O partido tem origem num movimento do concelho de Santa Cruz, na Região Autónoma da Madeira.
A 3 de maio de 2008 é apresentado o "PPG - Pelo Povo de Gaula", Grupo de Cidadãos Eleitores nascido em Gaula, Freguesia do Concelho de Santa Cruz e que viria a ser o embrião do JPP, a 4 de abril de 2009 o PPG adota a designação do movimento de cidadãos Juntos Pelo Povo.
Em 2013 o movimento participou nas eleições autárquicas de 2013 nesse concelho, conquistando a maioria absoluta, com Filipe Sousa como cabeça-de-lista.
Dada esta vitória eleitoral, o movimento decidiu converter-se em partido político, em março de 2014, tendo submetido as mais de 10 mil assinaturas recolhidas (acima das 7 500 exigidas por lei) ao Tribunal Constitucional em novembro de 2014. Por fim a 27 de janeiro de 2015 e aceite pelo tribunal constitucional e torna-se oficialmente um partido politico em Portugal.
Foi formado com o propósito de concorrer às eleições legislativas regionais na Madeira em 2015, já que a Constituição da República Portuguesa não permite a candidatura de movimentos de cidadãos aos órgãos legislativos do país, nem sequer a existência de partidos regionais, ficando o JPP habilitado a disputar qualquer ato eleitoral em todo o país.O JPP ganhou 5 deputados nas eleições legislativas regionais na Madeira em 2015 tendo juntado 10,34% dos votos ou 13.229 votos.
O Juntos pelo Povo foi candidato às eleições legislativas de 2015, tendo apresentado o primeiro cabeça de lista por Lisboa, Nuno Lobo Moreira, durante o seu primeiro congresso.
Em 2017, com as eleições autárquicas, o JPP ganha novamente em Santa Cruz, tendo obtido 6 vereadores no mesmo, mais uma vez com o Filipe Sousa. Já na eleições de 2021, obteu 5 vereadores, mas já a perder votos para outros partidos.
Em 2019, devido às eleições naquele ano, o partido perdeu 2 deputados e 40% dos votos, ficando com 4ª força política no parlamento regional até 2023.
Em 2023, com as eleições legislativas regionais na Madeira, o partido voltou a ter 5 deputados na Assembleia Regional, resultado obtido com 14 933 votos, ou seja 11.03% dos votos. E no entanto, com as eleições antecipadas regionais em 2024, o JPP aumentou o seu grupo parlamentar para 9 deputados, conseguindo 16.89% dos votos e 22 958 votos, tendo ganhado no concelho de Santa Cruz nesse ano.
Com a queda de Governo Regional em dezembro de 2024, e com as eleições regionais de 2025, o Juntos pelo Povo, com um total de 30 094 votos no total, e com 11 deputados, tornou-se o partido líder da oposição na Assembleia.
Em 2025, nas eleições legislativas para a Assembleia da República de 2025, tendo um pouco mais de 20 mil votos, o cabeça de lista pela Madeira, e também o Presidente da Câmara Municipal de Santa Cruz, Filipe Sousa, foi eleito e tornou-se a 10ª força política no parlamento nacional.

## Resultados eleitorais

### Eleições legislativas
| Data | Líder        | Cl.  | Votos  | %             | +/-  | Deputados | +/-     | Status            |
| ---- | ------------ | ---- | ------ | ------------- | ---- | --------- | ------- | ----------------- |
| 2015 | Nuno Moreira | 14.º | 14 285 | 0,26 / 100,00 |      | 0 / 230   |         | Extra-parlamentar |
| 2019 | Lina Pereira | 18.º | 10 550 | 0,20 / 100,00 | 0,06 | 0 / 230   | Estável | Extra-parlamentar |
| 2022 | Filipe Sousa | 15.º | 10 935 | 0,19 / 100,00 | 0,01 | 0 / 230   | Estável | Extra-parlamentar |
| 2024 | Filipe Sousa | 12.º | 19 133 | 0,30 / 100,00 | 0,11 | 0 / 230   | Estável | Extra-parlamentar |
| 2025 | Filipe Sousa | 10.º | 20 911 | 0,33 / 100,00 | 0,03 | 1 / 230   | Aumento | Oposição          |

### Eleições autárquicas
Os resultados apresentados excluem os resultados de coligações que envolvem o partido:
| Data | Cl.  | Votos  | %             | +/-  | Presidentes CM | +/-     | Vereadores | +/- | Assembleias Municipais | +/- | Assembleias de Freguesias | +/- |
| ---- | ---- | ------ | ------------- | ---- | -------------- | ------- | ---------- | --- | ---------------------- | --- | ------------------------- | --- |
| 2017 | 18.º | 14 818 | 0,29 / 100,00 |      | 1 / 308        |         | 6 / 2 074  |     | 17 / 6 461             |     | 45 / 27 019               |     |
| 2021 | 25.º | 14 073 | 0,28 / 100,00 | 0,01 | 1 / 308        | Estável | 5 / 2 074  | 1   | 13 / 6 461             | 4   | 43 / 27 019               | 2   |

Em 2017, o partido conseguiu eleger um deputado municipal à Assembleia Municipal da Ribeira Brava, Charl Rafael Macedo da Silva. Devido a divergências com o partido, Rafael Macedo desvinculou-se do JPP, passando a deputado independente. JPP perdeu a única representação na Assembleia Municipal da Ribeira Brava.
| Municípios | 2017  | 2017 | 2021  | 2021 |
| ---------- | ----- | ---- | ----- | ---- |
| Santa Cruz | 6 / 7 | 1.º  | 5 / 7 | 1.º  |

### Eleições regionais

#### Região Autónoma da Madeira
| Data | Líder       | Cl. | Votos  | %              | +/-  | Deputados | +/- | Status   |
| ---- | ----------- | --- | ------ | -------------- | ---- | --------- | --- | -------- |
| 2015 | Élvio Sousa | 4º  | 13 114 | 10,28 / 100,00 |      | 5 / 47    |     | Oposição |
| 2019 | Élvio Sousa | 4.º | 7 830  | 5,47 / 100,00  | 4,81 | 3 / 47    | 2   | Oposição |
| 2023 | Élvio Sousa | 3.º | 14 933 | 11,03 / 100,00 | 5,56 | 5 / 47    | 2   | Oposição |
| 2024 | Élvio Sousa | 3.º | 22 958 | 16,89 / 100,00 | 5,86 | 9 / 47    | 4   | Oposição |
| 2025 | Élvio Sousa | 2.º | 30 094 | 21,05 / 100,00 | 4,16 | 11 / 47   | 2   | Oposição |

#### Região Autónoma dos Açores
| Data | Líder          | Cl.           | Votos         | %             | +/-           | Deputados     | +/-           | Status           |
| ---- | -------------- | ------------- | ------------- | ------------- | ------------- | ------------- | ------------- | ---------------- |
| 2016 | Não concorreu  | Não concorreu | Não concorreu | Não concorreu | Não concorreu | Não concorreu | Não concorreu | Não concorreu    |
| 2020 | Não concorreu  | Não concorreu | Não concorreu | Não concorreu | Não concorreu | Não concorreu | Não concorreu | Não concorreu    |
| 2024 | Carlos Furtado | 9.º           | 625           | 0,54 / 100,0  | Novo          | 0 / 47        | Novo          | Extraparlamentar |